# Серафимовка (Приморский край)
Серафи́мовка — село в Ольгинском районе Приморского края России.
Входит в состав Ольгинского городского поселения.

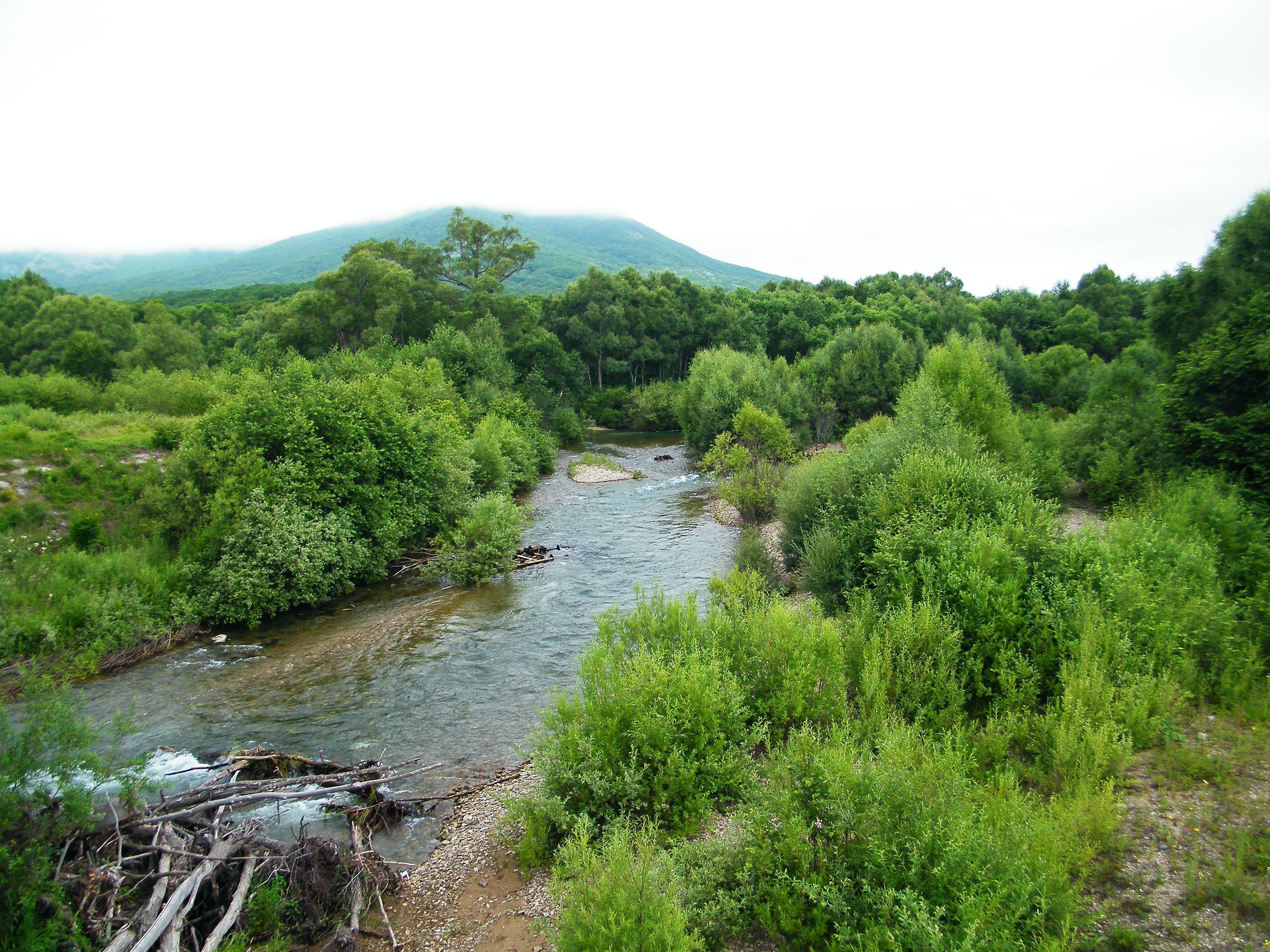
Река Арзамазовка у села Серафимовка

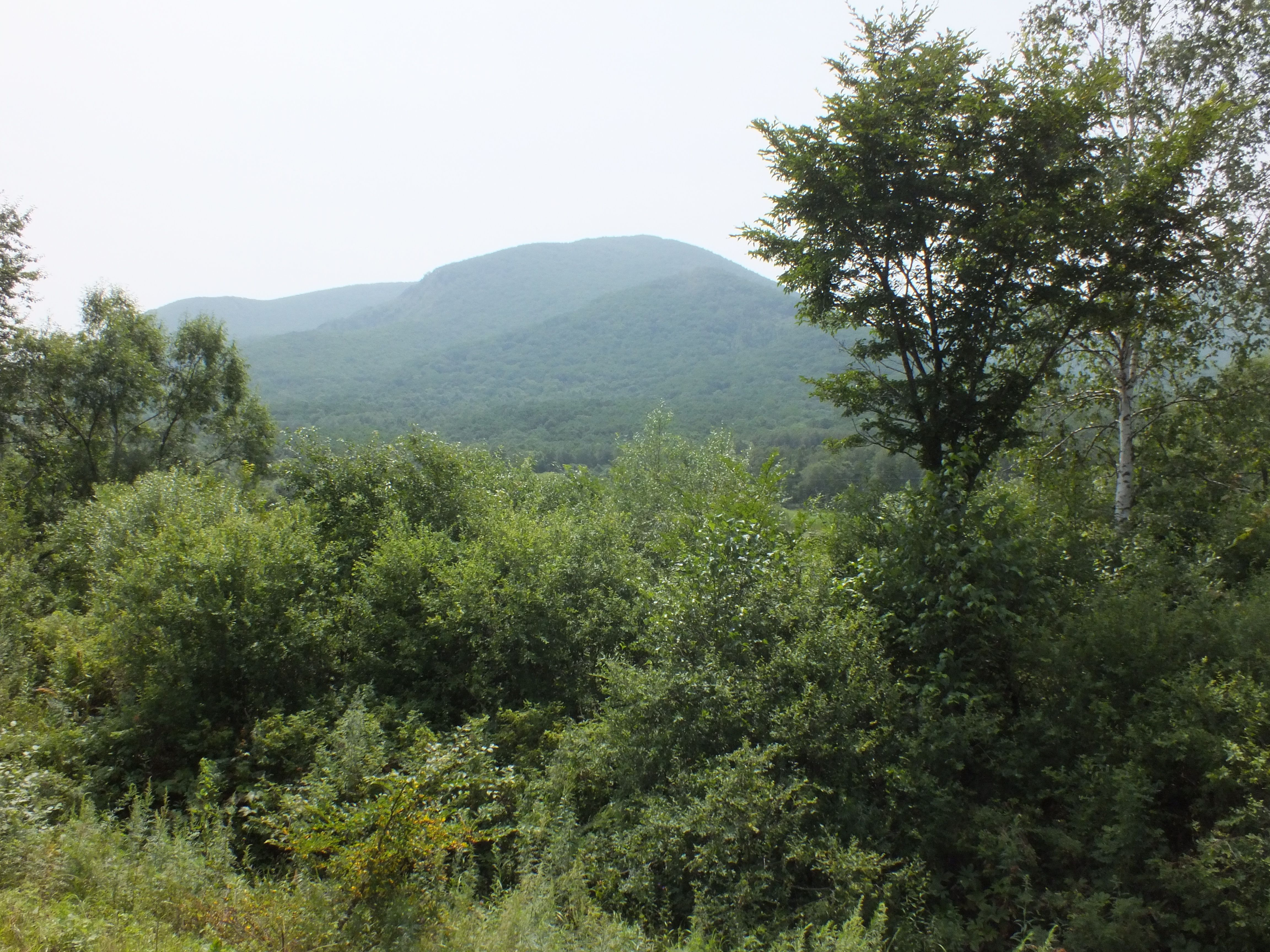
Пастбище на месте бывшего военного аэродрома

## География
Село расположено в долине реки Арзамазовка (приток Аввакумовки) на трассе Р447 (до посёлка Ольга 14 км).

## История
Основано в 1906 году.
В годы Великой Отечественной войны и в послевоенные годы рядом с селом находился военный аэродром 1 Авиационной группы ВВС ТОФ, на котором дислоцировались 100 и 101 эскадрильи флота на самолётах И-16. К началу боевых действий с Японией 1АГ переформирована в 16 Смешанную авиадивизию Тихоокеанского флота СССР, на аэродроме размещается 43 ИАП на самолётах ЛаГГ-3. В заливе Ольги работает гидроаэродром 53 ОМРАЭ (разведэскадрилья) на самолётах МБР-2. В начале 50-х годов 16 САД переформируется, аэродром прекращает свою деятельность. До середины 90-х годов 20 века на месте бывшего военного аэродрома функционировал гражданский аэропорт. Постоянное авиасообщение осуществлялось с аэропортом Кневичи на самолётах Ан-2 и Як-40.

## Население
| 1915 | 1926 | 2002 | 2008 | 2010 | 2012 | 2013 |
| ---- | ---- | ---- | ---- | ---- | ---- | ---- |
| 346  | ↗371 | ↗460 | ↗478 | ↘440 | ↘435 | ↗436 |
| 2014 | 2015 | 2016 | 2017 | 2018 | 2019 | 2020 |
| ↘418 | ↘414 | ↘406 | ↘391 | ↘386 | ↘379 | ↘368 |
| 2021 |      |      |      |      |      |      |
| ↘277 |      |      |      |      |      |      |

Национальный состав населения — преимущественно русские и украинцы.

## Инфраструктура
Основа экономики — сельское хозяйство мясо-молочного направления и лесозаготовки.
Активно развита охота и рыбалка, сбор дикоросов и даров тайги.
В Серафимовке имеется средняя школа, работает клуб.
Оператор сотовой связи — НТК и МегаФон. Из-за особенностей рельефа устойчивая связь возможна только на небольшом удалении от села.
Внутрирайонное автобусное сообщение с посёлком Ольга, междугороднее — до Кавалерово и далее до Владивостока.

## Достопримечательности
За селом есть старые рудники. Из горы летом вытекает ключ, рядом крест с иконой Серафима Саровского.